# Лобойченко Валентина Григорівна
Валентина Григорівна Лобойченко (нар. 13 червня 1970, Опішня, Зіньківський район, Полтавська область) — українська майстриня-керамістка, що спеціалізується на виготовленні керамічних іграшок та мініатюрної пластики. 

## Життєпис
У 1989 році завершила навчання в Миргородському керамічному технікумі (Полтавська область).
З того часу працює в Опішні: спочатку на заводі «Художній керамік», з 1991 по 1995 рік обіймала посаду творчої майстрині на заводі «Керамік». Пізніше перейшла на творчу діяльність, а з 2008 року є художницею Національного музею-заповідника українського гончарства.
Бере участь у мистецьких виставках обласного та всеукраїнського рівня з 1989 року. У своїх роботах створює глиняні іграшки, що зображують тварин (зооморфні) та людей (антропоморфні). Деякі її твори зберігаються у колекції Національного музею-заповідника українського гончарства в Опішному.
Одружена з керамістом Іваном Лобойченком. 